# Itame nubilata
Itame nubilata là một loài bướm đêm trong họ Geometridae.